# Andre Berto
Andre Michael Berto (Miami, 7 de septiembre de 1983) es un deportista estadounidense de origen haitiano que compitió en boxeo.
Ganó una medalla de bronce en el Campeonato Mundial de Boxeo Aficionado de 2003, en el peso wélter. Participó en los Juegos Olímpicos de Atenas 2004, representando a Haití.
En diciembre de 2004 disputó su primera pelea como profesional. En su carrera profesional tuvo en total 37 combates, con un registro de 32 victorias y 5 derrotas.

## Palmarés internacional
| Representando a Estados Unidos |                     |                   |           |
| Campeonato Mundial             |                     |                   |           |
| Año                            | Lugar               | Medalla           | Categoría |
| 2003                           | Bangkok (Tailandia) | Medalla de bronce | 69 kg     |